# Sierra McCormick
Sierra McCormick (Asheville, 1997. október 28. –) amerikai színésznő.
Legismertebb alakítása Olive Doyle a 2011 és 2014 között futó Zsenipalánták című sorozatban. A fentiek mellett Romantically Challenged című sorozatban is szerepelt.

## Pályafutása
McCormick az észak-karolinai Asheville-ben született. 2006-ban költözött Los Angelesbe, miután színész akart lenni.
Először 2007-ben kezdett el színészkedni kilencéves korában a Míg a halál el nem választ című televíziós sorozatban. 2007-ben több az Okosabb vagy, mint egy ötödikes? második évadjában. A Disney Channeles Hannah Montana című sorozatban is szerepelt. China Anne McClainnel szerepelt a Jack and Janet Save the Planet című filmben. Ugyanebben az évben Lilithként szerepelt az Odaát című televíziós sorozatban.
2010-ben a játszott a Ramona és Beezus című filmben, mint Susan Kushner. Ugyanebben az évben Scout Thomas-ként szerepelt a Romantically Challenged című vígjátéksorozatban.
2011-ben Alice hangja volt a Disney Szellemes kölykök című filmben. 2011-ben Olive Doyle szerepét kapta a Disney Channel Zsenipalánták sorozatában.
2011 és 2014 között McCormick mellékszereplő volt a Disney Channel Jessie sorozatában, mint Connie.

## Filmográfia

### Film
| Év   | Magyar cím                            | Eredeti cím                 | Szerep         | Magyar hang |
| ---- | ------------------------------------- | --------------------------- | -------------- | ----------- |
| 2019 |                                       | Who Stole My Daughter?      | Katie Sullivan |             |
| 2019 |                                       | VFW                         | Lizard         |             |
| 2019 |                                       | The Vast of Night           | Fay Crocker    |             |
| 2018 |                                       | Pretty Little Stalker       | Bridget        |             |
| 2018 |                                       | The Neighborhood Watch      | Allie          |             |
| 2018 |                                       | The Honor List              | Charlotte      |             |
| 2017 |                                       | Christmas in the Heartland  | Kara Gentry    |             |
| 2016 |                                       | Sorority Nightmare          | Sarah          |             |
| 2015 |                                       | Some Kind of Hate           | Moira          |             |
| 2013 |                                       | The Breakdown               | kislány        |             |
| 2011 | Szellemes kölykök                     | Spooky Buddies              | Alice          |             |
| 2010 |                                       | A Nanny for Christmas'      | Jackie Ryland  |             |
| 2010 | Ramona és Beezus                      | Ramona and Beezus           | Susan Kushner  |             |
| 2009 | A kutya, aki megmentette a karácsonyt | The Dog Who Saved Christmas | Kara Bannister |             |
| 2009 | Az elveszettek földje                 | Land of the Lost            | gyerek         |             |

### Televízió
| Év              | Magyar cím                   | Eredeti cím                        | Szerep         | Megjegyzések                           |
| --------------- | ---------------------------- | ---------------------------------- | -------------- | -------------------------------------- |
| 2011–2012, 2014 | Jessie                       | Jessie                             | Connie         | 3 epizód                               |
| 2011–2014       | Zsenipalánták                | A.N.T. Farm                        | Olive Doyle    | főszereplő magyar hangja Pekár Adrienn |
| 2010            |                              | Scout Thomas Challenged            | önmaga         | főszereplő                             |
| 2010            | CSI: A helyszínelők          | CSI: Crime Scene Investigation     | Gracie Layman  | 1 epizód: Sugárzás                     |
| 2010            | A médium                     | Medium                             | Allison        | 1 epizód: Vér fog fojni...A            |
| 2009            | Monk – A flúgos nyomozó      | Monk                               | Anne Marie     | 1 epizód: Mr. Monk és a kutya          |
| 2009            | Hannah Montana               | Hannah Montana                     | Gillian        | 1 epizód: Sárgarépa-bonyodalmak        |
| 2009            | Gyilkos elmék                | Criminal Minds                     | Lynn Robillard | 1 epizód: Vérvonal                     |
| 2008            | Odaát                        | Supernatural                       | Lilith         | 2 epizód                               |
| 2008            | Boston Legal – Jogi játszmák | Boston Legal                       | Daniella       | 1 epizód: Dances with Wolves           |
| 2007–2009       | Félig üres                   | Curb Your Enthusiasm               | Emma           | 3 epizód                               |
| 2007–2008       |                              | Are You Smarter Than a 5th Grader? | önmaga         | versenyző                              |
| 2007            | Míg a halál el nem választ   | ʼTil Death                         | gyerek         | 1 epizód: Summer of Love               |